# Electric Fire
Electric Fire és el quart àlbum en solitari de Roger Taylor, bateria, vocalista ocasional i compositor del grup Queen. El disc inclou la cançó «Working Class Hero, una versió del tema original de John Lennon.

## Llista de cançons
Totes les cançons de Roger Taylor exceptuat les anotades
1. «Pressure On» – 4:56
2. «A Nation of Haircuts» – 3:32
3. «Believe in Yourself» – 5:00
4. «Surrender» – 3:36
5. «People on Streets» – 4:11
6. «The Whisperers» (Taylor, Nicholas Evans) – 6:05
7. «Is It Me?» – 3:23
8. «No More Fun» – 4:13
9. «Tonight» – 3:44
10. «Where Are You Now?» – 4:48
11. «Working Class Hero» (Lennon) – 4:41
12. «London Town – C'mon Down» – 7:13

## Músics
- Roger Taylor – Vocalista, bateria, percussió, teclats, piano, baix, guitarres.
- Keith Prior – Bateria
- Steve Barnacle – Baix
- Mike Crossley – Teclats
- Jason Falloon – Guitarra, baix
- Keith Airey – Guitarra
- Matthew Exelby – Guitarra
- Jonathan Perkins – Teclats i veus
- Treana Morris – Veus

## Senzills
- Pressure On (Nº 45 del Rànquin al Regne Unit)
- Surrender (Nº 38 del Rànquin al Regne Unit)

## Gires

### Electric Fire: 1998
- 24/09/98: Cosford Mill (Surrey, Regne Unit)
- 14/10/98: Shepherds Bush Empire (Londres, Regne Unit)

### Electric Fire: 1999
- 15/03/99: Guildhall (Glouster, Regne Unit)
- 16/03/99: The Coal Exchange (Cardiff, Regne Unit)
- 18/03/99: Hall For Cornwall (Truro, Regne Unit)
- 19/03/99: The Stage (Stoke On Trente, Regne Unit)
- 20/03/99: Manchester University (Manchester, Regne Unit)
- 21/03/99: The Leadmill (Sheffield, URegne Unit)
- 23/03/99: The Garage (Glasgow, Regne Unit)
- 24/03/99: The Liquid Rooms (Edinburgh, Regne Unit)
- 25/03/99: Riverside (Newcastle, Regne Unit)
- 27/03/99: Liverpool L2 (Liverpool, Regne Unit)
- 28/03/99: The Junction (Cambridge, Regne Unit)
- 29/03/99: The Waterfront (Norwich, Regne Unit)
- 30/03/99: Wulfrun Hall (Wolverhampton, Regne Unit)
- 31/03/99: Rock City (Nottingham, Regne Unit)
- 02/04/99: Pyramid Centre (Pourtsmouth, Regne Unit)
- 03/04/99: Astoria (Londres, Regne Unit)